# Podul Bumbăta–Leova
Podul Bumbăta–Leova este un pod rutier edificat din pontoane peste Prut și un punct de trecere a frontierei între Moldova și România. Acesta face legătura între localitățile Bumbăta din județul Vaslui, România și Leova din Republica Moldova.

## Istoric
Înainte de Al Doilea Război Mondial, 27 de poduri au legat malurile Prutului între teritorile care astăzi aparțin Republicii Moldova și României.
Din 1781, provine prima confirmare documentară a existenței unui vad peste Prut în apropierea localității Vetrișoaia (sat din comuna din care face parte și satul Bumbăta), informația fiind consemnată de către inginerul austriac și generalul din Armata Imperială Rusă Frederick William von Bawr, în Carte de la Moldavie pour servir a L’Histoire militaire de la guerre entre les Russes et les Turcs (redactată în intervalul 1768-1774 și gravată la Amsterdam).
Vechiul pod situat în aceeași zonă fost distrus în anul 1944, în timpul operațiunilor militare din timpul celui de-Al Doilea Război Mondial, în prezent (2023) fiind încă vizibili piloni ai vechiului pod. Podul actual a început să fie edificat în anul 2022, fiind finalizat în luna mai 2023. În aceeași locație urmează a fi construit un pod definitiv.
Estimarea inițială, care, a apreciat că noua trecere va atrage cel puțin 30% din fluxul de mărfuri și călători transfrontalier din amonte, de la Albița–Leușeni și din aval de la Oancea–Cahul, nu s-a materializat, cauzele fiind reprezentate (în 2023) atât de lungime suplimentară a traseului rutier care parcurge punctul respectiv de trecere a frontierei, față de cel pe la Albița–Leușeni, cât și de lipsa unei infrastructuri vamale corespunzătoare.

## Caracteristici
Podul este situat la frontiera României cu Republica Moldova, fiind edificat din pontoane militare. Are o lungime de 60 de m (135 de m după o altă sursă), o lățime de 14 m, o bandă de circulație pe sens, și este prevăzut cu o trecere pietonală.
A fost prevăzut inițial să fie activ doar în regim de zi, între orele 8-20 și să permită, la început, trafic rutier cu masa maximă autorizată de 3,5 tone, urmând să fie ulterior adaptat și pentru tranzitul camioanelor, la capacitatea proiectată de 40 de tone per ansamblu și de 7 tone pe osie și să fie funcțional 24/24 de ore. Permite traficul internațional de persoane și de mărfuri, nefiind însă pentru început permis transportul de materiale periculoase, de animale vii și de produse supuse controlului fitosanitar.